# Mateusz Skutnik
Mateusz Skutnik (ur. 26 lipca 1976 w Poznaniu) – polski twórca komiksów, rysownik, scenarzysta i projektant gier komputerowych. Założyciel (wraz z Karolem Konwerskim) firmy Pastel Games, a także założyciel i redaktor naczelny zina Vormkvasa. Wieloletni współpracownik magazynu Ziniol.
Twórca komiksów: Rewolucje (seria), Morfołaki (seria), Blaki (seria), Wyznania właściciela kantoru, Czaki, Alicja. Publikował m.in. w AQQ, Krakersie, Znakomiksie, Katastrofie, KGB, Ricie Baum, Świecie Komiksu, słoweńskim Stripburgerze i czeskim Aargh!. Współpracuje ze scenarzystami: Nikodemem Skrodzkim, Jerzym Szyłakiem i Dominikiem Szcześniakiem. Twórca scenariusza (będącego adaptacją komiksu Monochrom z serii Rewolucje) i scenografii do filmu Kinematograf w reżyserii Tomasza Bagińskiego.
Jest też autorem około stu gier komputerowych wykonanych w technologii Flash i dostępnych z poziomu przeglądarki internetowej; jego dzieła to między innymi popularne serie gier logicznych : Submachine (pierwsza część - 2005), 10 gnomes (pierwsza część - 2008), Daymare Town (pierwsza część - 2008) oraz Covert Front (pierwsza część - 2007).